# Episodi di The United States Steel Hour (decima stagione)
La decima stagione della serie televisiva The United States Steel Hour è andata in onda negli Stati Uniti dal 5 settembre 1962 al 18 giugno 1963 sulla CBS.
| nº | Titolo originale              | Prima TV USA      |
| -- | ----------------------------- | ----------------- |
| 1  | Dry Rain                      | 5 settembre 1962  |
| 2  | The Inner Panic               | 19 settembre 1962 |
| 3  | The White Lie                 | 3 ottobre 1962    |
| 4  | Wanted: Someone Innocent      | 17 ottobre 1962   |
| 5  | A Break in the Weather        | 31 ottobre 1962   |
| 6  | Marriage Marks the Spot       | 14 novembre 1962  |
| 7  | Farewell to Innocence         | 28 novembre 1962  |
| 8  | Big Day for a Scrambler       | 12 dicembre 1962  |
| 9  | The Duchess and the Smugs     | 26 dicembre 1962  |
| 10 | The Young Avengers            | 9 gennaio 1963    |
| 11 | Fair Young Ghost              | 23 gennaio 1963   |
| 12 | The Troubled Heart            | 6 febbraio 1963   |
| 13 | Night Run to the West         | 20 febbraio 1963  |
| 14 | Moment of Rage                | 6 marzo 1963      |
| 15 | The Secrets of Stella Crozier | 20 marzo 1963     |
| 16 | Mission of Fear               | 3 aprile 1963     |
| 17 | The Soldier Ran Away          | 17 aprile 1963    |
| 18 | The Many Ways of Heaven       | 1º maggio 1963    |
| 19 | Don't Shake the Family Tree   | 15 maggio 1963    |
| 20 | Southwest Quarter             | 4 giugno 1963     |
| 21 | The Old Lady Shows Her Medals | 18 giugno 1963    |

## Dry Rain
- Prima televisiva: 5 settembre 1962
- Scritto da: Harold Gast

### Trama
- Interpreti: Johnny Desmond, John Kerr

## The Inner Panic
- Prima televisiva: 19 settembre 1962
- Diretto da: Walter Gorman
- Scritto da: Albert Meglin

### Trama
- Interpreti: Glenda Farrell, Teri Keane, Billy McNally, Gary Morgan, Simon Oakland, Cynthia Pepper, Tommy Sands, George Segal, Martin Sheen, Truman Smith, Ernie Stone, Charles Taylor

## The White Lie
- Prima televisiva: 3 ottobre 1962

### Trama
- Interpreti: Neva Patterson, David Wayne

## Wanted: Someone Innocent
- Prima televisiva: 17 ottobre 1962

### Trama
- Interpreti: Kim Hunter, Diana Hyland, Robert Lansing

## A Break in the Weather
- Prima televisiva: 31 ottobre 1962

### Trama
- Interpreti: Eddie Albert

## Marriage Marks the Spot
- Prima televisiva: 14 novembre 1962

### Trama
- Interpreti: Walter Greaza, Julius LaRosa, Darren McGavin, John McGiver, Pippa Scott

## Farewell to Innocence
- Prima televisiva: 28 novembre 1962

### Trama
- Interpreti: John Beal, Jeff Donnell

## Big Day for a Scrambler
- Prima televisiva: 12 dicembre 1962

### Trama
- Interpreti: James Whitmore

## The Duchess and the Smugs
- Prima televisiva: 26 dicembre 1962

### Trama
- Interpreti: Patty Duke (Penelope), Eugenie Leontovich (Duchess), Fritz Weaver (Francis), Scott Forbes (Mr. Bradley), Maureen Hurley (Mrs. Bradley), Gaby Rodgers (Jeanne), Rex Hagon (Don), Kathy Dunn (Eva), Mark Alexander (Laurent)

## The Young Avengers
- Prima televisiva: 9 gennaio 1963

### Trama
- Interpreti: Elizabeth Ashley, Keir Dullea

## Fair Young Ghost
- Prima televisiva: 23 gennaio 1963

### Trama
- Interpreti: Shirley Knight, Robert Lansing, Cathleen Nesbitt

## The Troubled Heart
- Prima televisiva: 6 febbraio 1963

### Trama
- Interpreti: John Colicos (dottor Steve Bruchesi), Corinne Conley (Connie), Douglas Fairbanks Jr. (Host), Ted Follows (Seaton), Toby Robins (Margot Forrester)

## Night Run to the West
- Prima televisiva: 20 febbraio 1963

### Trama
- Interpreti: John C. Becher (Al), Colleen Dewhurst (Francie Broderick), Henderson Forsythe (Calvin Broderick), Ralph Meeker (Charlie Williams), Martin Sheen (Walt)

## Moment of Rage
- Prima televisiva: 6 marzo 1963

### Trama
- Interpreti: Charles Aidman (Paul Gardiner), Marc Connelly (Arthur Lamb), Valerie Cossart (Mrs. Gardiner), Glenda Farrell (Grace Smith), Kathryn Hays (Rachel Trafford), David O'Brien (Tad Nichols), Eleanor Wilson (Nina Trafford)

## The Secrets of Stella Crozier
- Prima televisiva: 20 marzo 1963

### Trama
- Interpreti: Elinor Donahue, Patricia Morison

## Mission of Fear
- Prima televisiva: 3 aprile 1963

### Trama
- Interpreti: Robert Horton, Salome Jens, Piper Laurie

## The Soldier Ran Away
- Prima televisiva: 17 aprile 1963

### Trama
- Interpreti: John Beal (colonnello Bill Wheeler), Barbara Dana (Barbara Wheeler), Lois Holmes (Vera), Audra Lindley (Ethel Wheeler), Arthur Norden (Malcolm), Martin Sheen (Tom), Royston Thomas (Jeff Wheeler)

## The Many Ways of Heaven
- Prima televisiva: 1º maggio 1963

### Trama
- Interpreti: Wesley Addy (Jim Hampshire), Lloyd Bochner, Robert Burr, Jonathan Carter (Russell Hampshire), Dan Duryea (capitano Walker), Abby Lewis, Cathleen Nesbitt (Cissie Hampshire), Casey Peters (Teddy Hampshire), Lee Peters (Maid), Nancy Wickwire (Pamela Hampshire)

## Don't Shake the Family Tree
- Prima televisiva: 15 maggio 1963
- Diretto da: Paul Bogart
- Scritto da: Leslie Macfarlane

### Trama
- Interpreti: Jim Backus (Michael John McKane), Orson Bean (Dennis Kavanaugh), Danny Dayton (Mr. Doyle), Ethel Griffies (Mrs. McEwan), Fred Gwynne (Willie Botsford), Frank McHugh (Dan O'Malley), Paul Reed (Finegan), Florence Robinson (Mrs. Brennan), Fran Sharon, Truman Smith, Ruth White (Mrs. Botsford)

## Southwest Quarter
- Prima televisiva: 4 giugno 1963

### Trama
- Interpreti: Hans Conried, Monique van Vooren

## The Old Lady Shows Her Medals
- Prima televisiva: 18 giugno 1963

### Trama
- Interpreti: Romney Brent (Rev. Wilkins), Jackie Cooper, Gracie Fields (Sarah Dowey), Lynn Fontanne (Mrs. Dowey), Geoff Garland (Dixon), Lucie Lancaster (Mrs. Haggerty), Alfred Lunt (Host), Donald Madden (Kenneth Dowey), Cathleen Nesbitt (Mrs. Twymeley), Betty Sinclair (Mrs. Mickleman)